# Rorippa barbareifolia
Rorippa barbareifolia là một loài thực vật có hoa trong họ Cải. Loài này được (DC.) Kitag. miêu tả khoa học đầu tiên năm 1937.